# Équipe de Tchécoslovaquie de football à la Coupe du monde 1934
L'équipe de Tchécoslovaquie de football participe à sa première Coupe du monde de football lors de l'édition 1934 qui se tient dans le royaume d'Italie du 27 mai au 10 juin 1934.
Portée par l'enthousiasme et le succès de la première édition de 1930, trente-deux équipes s'inscrivent et disputent un tour préliminaire. Les seize qualifiés, dont la Tchécoslovaquie, jouent la phase finale.
L'équipe de Tchécoslovaquie élimine successivement l'équipe de Roumanie, l'équipe de Suisse puis l'équipe d'Allemagne et s'incline en finale contre l'équipe italienne.

## Phase qualificative
La Tchécoslovaquie et la Pologne se trouvent en matchs aller-retour dans le groupe 5 lors de la phase qualificative.
Le premier match se tient le 15 octobre 1933 au stade de l'armée polonaise à Varsovie. La Tchécoslovaquie obtient une victoire par deux buts à un. Le match retour doit se tenir le 15 avril 1934 à Prague mais l'équipe polonaise déclare forfait, qualifiant ainsi l'équipe tchécoslovaque pour la phase finale.

## Phase finale

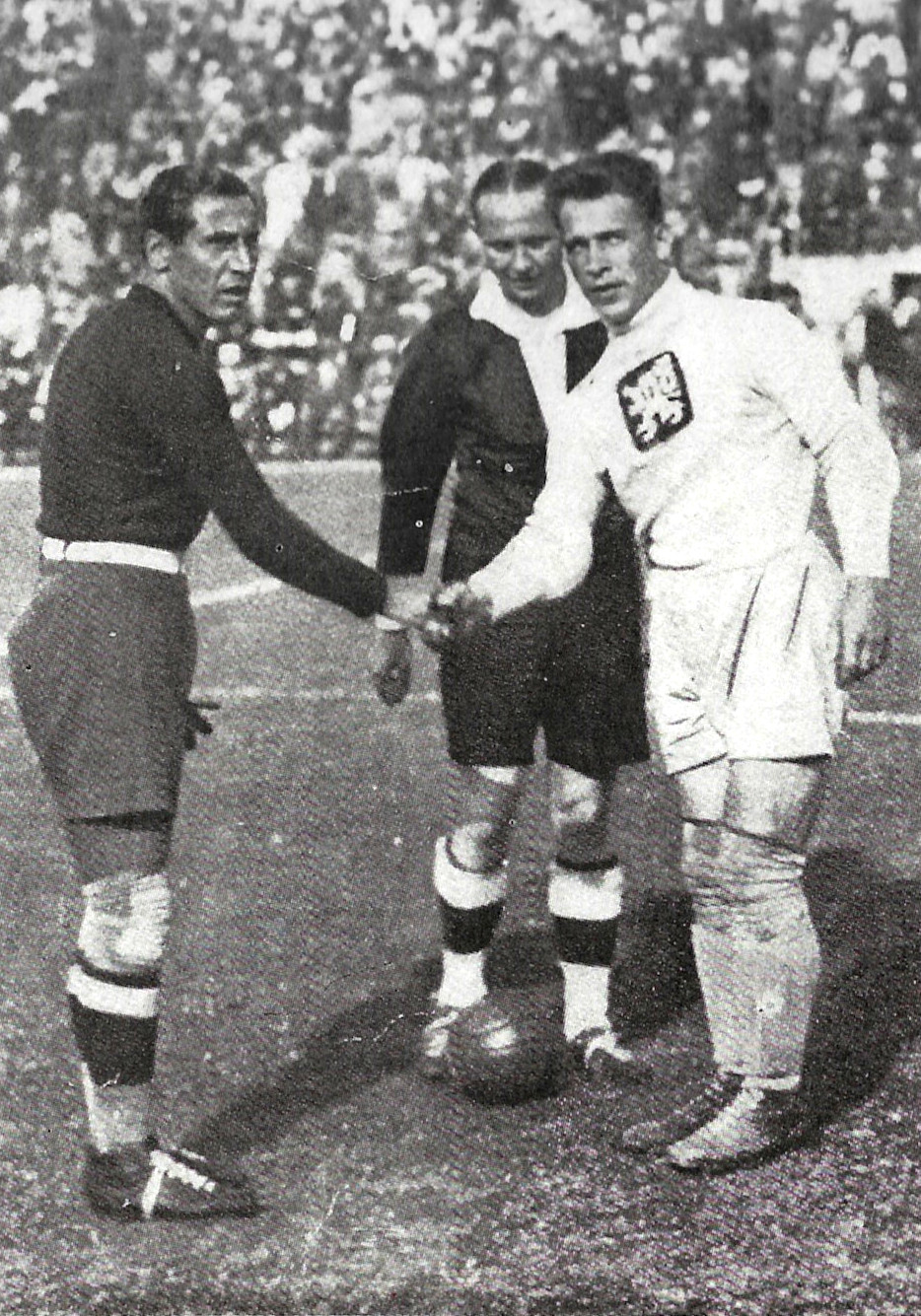
František Plánička (droite) et l'italien Gianpiero Combi lors de la poignée de main des capitaines avant le coup d'envoi de la finale.

Les favoris de la compétition sont le pays hôte et l'Autriche, mais la Tchécoslovaquie se présente comme une nation solide du football. Son jeu est reconnu comme alliant la qualité technique à la puissance physique et la solidité défensive. Le gardien František Plánička est considéré comme l'un des meilleurs au monde.
La Tchécoslovaquie, désignée tête de série, affronte la Roumanie en huitièmes de finale le 27 mai 1934 au stade Littorio à Trieste. Menée 0-1 à la mi-temps la Tchécoslovaquie renverse le match et gagne sur le score de 2-1 dans le temps réglementaire.
La Tchécoslovaquie joue contre la Suisse en quart de finale le 1er juin 1934 au stade Benito Mussolini de Turin. L'équipe tchécoslovaque concède l'ouverture du score puis égalise à 1-1 avant la mi-temps. En fin de match Oldřich Nejedlý inscrit le but de la qualification pour l'équipe tchécoslovaque qui s'impose finalement 3-2.
La demi-finale se tient le 3 juin 1934 au Stadio Nazionale del PNF à Rome et l'adversaire est l'équipe allemande. La Tchécoslovaquie ouvre le score mais l'Allemand Rudolf Noack égalise à l'heure de jeu. Le score final est de 3-1pour la Tchécoslovaquie, grâce à trois buts inscrits par Oldřich Nejedlý.
L'autre demi-finale voit s'affronter l'Italie à l'Autriche, dans une rencontre annoncée comme la finale avant l'heure. Le pays organisateur se qualifie par une petite victoire 1-0.
La finale se déroule le 10 juin 1934 au Stadio Nazionale del PNF à Rome. Le stade conçu pour accueillir 30 000 spectateurs connait une affluence de 50 000, tous acquis à la cause de l'équipe italienne. Avant-match, les Tchécoslovaques sont présentés comme ayant un moral de vainqueur et les joueurs affirment qu'ils n'hésiteront pas à offrir du répondant aux Italiens en référence aux matchs précédents de leur adversaire qui pratique un jeu dur et, par instant, violent.
Les Italiens dominent l'ensemble du match de manière stérile du fait que la Tchécoslovaquie repousse son adversaire grâce à une défense rigoureuse et à son gardien qui effectue une partie solide. À la surprise des spectateurs, le Tchécoslovaque Antonín Puč donne l'avantage à sa nation à un quart d'heure du terme de la rencontre. L'équipe d'Italie égalise par Raimundo Orsi à cinq minutes de la fin. En prolongation, l'Italie force la décision avec un second but inscrit par Angelo Schiavio et remporte le titre de champion du monde pour la première fois.

## Bilan
Vice-championne du monde, la Tchécoslovaquie a disputé quatre matchs et son bilan se solde par trois victoires et une défaite, neuf buts inscrits pour six encaissés. L'équipe marque et encaisse au moins un but lors de chacun de ses matchs.
L'attaquant Oldřich Nejedlý, auteur de cinq buts, termine meilleur buteur de la compétition devant l'Allemand Edmund Conen et l'Italien Angelo Schiavio qui inscrivent quatre buts chacun.

## Effectif
Le sélectionneur tchécoslovaque durant la Coupe du monde est Karel Petrů. Il commande un groupe de dix-huit joueurs qui se compose de deux gardiens de but, trois défenseurs, six milieux de terrain et sept attaquants.
| Nom                | Nom                | Club            | Date de naissance | J.              | Buts            |                 |                 |                 |
| Gardiens de but    | Gardiens de but    | Gardiens de but | Gardiens de but   | Gardiens de but | Gardiens de but | Gardiens de but | Gardiens de but | Gardiens de but |
| ------------------ | ------------------ | --------------- | ----------------- | --------------- | --------------- | --------------- | --------------- | --------------- |
|                    | Ehrenfried Patzel  | FK Teplice      | 02.12.1914        | 0               | 0               | -               | -               | -               |
|                    | František Plánička | Slavia Prague   | 02.07.1904        | 4               | 0               | -               | -               | -               |
| Défenseurs         |                    |                 |                   |                 |                 |                 |                 |                 |
|                    | Jaroslav Burgr     | Sparta Prague   | 07.03.1906        | 1               | 0               | -               | -               | -               |
|                    | Josef Čtyřoký      | Sparta Prague   | 30.09.1906        | 4               | 0               | -               | -               | -               |
|                    | Ladislav Ženíšek   | Slavia Prague   | 07.03.1904        | 3               | 0               | -               | -               | -               |
| Milieux de terrain |                    |                 |                   |                 |                 |                 |                 |                 |
|                    | Jaroslav Bouček    | Sparta Prague   | 13.11.1912        | 0               | 0               | -               | -               | -               |
|                    | Štefan Čambal      | Slavia Prague   | 17.12.1908        | 4               | 0               | -               | -               | -               |
|                    | Josef Košťálek     | Sparta Prague   | 31.08.1909        | 4               | 0               | -               | -               | -               |
|                    | Rudolf Krčil       | Slavia Prague   | 05.06.1906        | 4               | 0               | -               | -               | -               |
|                    | Antonín Vodička    | Slavia Prague   | 01.03.1907        | 0               | 0               | -               | -               | -               |
|                    | Vlastimil Kopecký  | Slavia Prague   | 14.10.1912        | 0               | 0               | -               | -               | -               |
| Attaquants         |                    |                 |                   |                 |                 |                 |                 |                 |
|                    | František Junek    | Slavia Prague   | 17.01.1907        | 4               | 0               | -               | -               | -               |
|                    | Géza Kalocsay      | Sparta Prague   | 30.05.1913        | 0               | 0               | -               | -               | -               |
|                    | Oldřich Nejedlý    | Sparta Prague   | 25.12.1909        | 4               | 5               | -               | -               | -               |
|                    | Antonín Puč        | Slavia Prague   | 16.05.1907        | 4               | 2               | -               | -               | -               |
|                    | Josef Silný        | SC Nîmes        | 23.01.1902        | 1               | 0               | -               | -               | -               |
|                    | Jiří Sobotka       | Slavia Prague   | 06.07.1911        | 4               | 1               | -               | -               | -               |
|                    | František Svoboda  | Slavia Prague   | 05.08.1906        | 3               | 1               | -               | -               | -               |
| Sélectionneur      |                    |                 |                   |                 |                 |                 |                 |                 |
|                    | Karel Petrů        |                 |                   |                 |                 |                 |                 |                 |